# Ohad Naharin
Ohad Naharin (* 22. června 1952 Kibutz Mizra, Izrael) je izraelský tanečník a choreograf současného tance, bývalý umělecký ředitel společnosti Batsheva Dance Company a autor pohybového jazyka Gaga.

## Rodinný původ, studium, taneční začátky
Narodil se v umělecky zaměřené rodině. Matka byla choreografka a učitelka tance, otec psycholog a herec.
Naharin od dětství hrál na hudební nástroje, zpíval a hrál ve skupině Tractor’s Revenge. Skládá hudbu pod pseudonymem Maxim Warrat.
Matka jej po návratu z vojenské služby v roce 1974 nasměrovala do tanečního souboru Batsheva v Tel Avivu, založeného v roce 1964 baronkou Batshevou de Rothschild (1914–1999). Baronka pozvala jako uměleckou konzultantku souboru Marthu Graham, u které sama v New Yorku studovala tanec a jejíž společnost (Martha Graham Company) finančně podporovala.
Martha Graham, hostující choreografka Batshevy, pozvala Naharina krátce po jeho nástupu do Batshevy do své vlastní americké společnosti. V letech 1975–6 studoval Naharin v New Yorku na School of American Ballet a na The Juilliard School a také u předních baletních a tanečních mistrů Maggie Black a Davida Howarda. Později byl angažován na jednu sezónu v Maurice Béjart’s Ballet du XXe Siecle v Bruselu.

## Profesionální kariéra
Naharin se vrátil v roce 1979 do New Yorku a zde pracoval až do roku 1990.
První choreografie připravil pro Kazuko Hirabayshi studio v New Yorku v roce 1980.
Se svojí první ženou založil soubor Ohad Naharin Dance Company se kterým úspěšně vystupoval ve Spojených státech i v dalších zemích.
Další choreografie v průběhu let připravil pro Batsheva Dance Company, Kibbutz Contemporary Dance Company, pro Nederlands Dans Theater, Paris Opera Ballet a Les Grand Ballets Canadiens de Montréal.
V letech 1990–2018 byl uměleckým ředitelem a choreografem společnosti Batsheva Dance Company v Tel Avivu. Po svém nástupu založil juniorský soubor společnosti – “The Young Ensemble”. Pro Batshevu vytvořil více než 30 choreografií.
V roce 2018 sice opustil pozici uměleckého ředitele, ale zůstal kmenovým choreografem společnosti Batsheva.

## Gaga
V roce 1990, kdy se stal Naharin uměleckým ředitelem společnosti Batsheva, začal pro lepší komunikaci se souborem vyvíjet pohybový jazyk Gaga.
Na dalším rozvoji jazyka Gaga Naharin soustavně pracuje a také jej sám vyučuje v Tel Avivu. Certifikovaní lektoři jej pak vyučují v dalších zemích světa.

## Rodina
Jeho první manželkou byla Mari Kajiwara († 2001), se kterou se seznámil v New Yorku a oženil v roce 1978, kdy tančila v Alvin Ailey American Dance Theater.
O. Naharin je občanem USA a Izraele. Žije v Izraeli se svojí druhou manželkou, tanečnicí a kostýmní výtvarnicí japonského původu, Eri Nakamura (nar.1984) a jejich dcerou Noga.

## Citát
| „                | Není vůbec jednoduché postavit představení současného tance tak, aby nebylo příliš prvoplánové anebo příliš blízce nekopírovalo něco, co už jsme viděli a co zkrátka víme, že na diváka „funguje“. To se vám na Naharinovi určitě nestane. Je absolutně originální a naplňující. | “ |
| — Nataša Novotná | |   |

## Ocenění
výběr
O. Naharin je nositelem řady světových ocenění a vyznamenání, např.:
- 1998 Chevalier de l’Ordre des Arts et des Lettres
- 2002 Cena Bessie (New York Dance and Performance Award) za choreografii Virus pro Brooklyn Academy of Music
- 2003 Cena Bessie (New York Dance and Performance Award) za choreografii Anaphaza pro Lincoln Center Festival
- 2004 Čestný doktorát Weizmannova vědeckého institutu
- 2005 Cena Israel Prize za tanec
- 2008 Cena za zásluhy o rozvoj židovské kultury
- 2009 Čestný doktorát Hebrew University of Jerusalem
- 2009 Cena EMET v kategorii Umění a kultura

## Významné choreografie
výběr
- 1988 Tabula Rasa
- 1998 Anaphase
- 1990 Kyr
- 1992 Black Milk
- 2000 Deca Dance
- 2006 Three
- 2007 Max
- 2009 Hora
- 2011 Sadeh21
- 2015 Last work
- B/olero
- Mabul
- Naharin's Virus
- Minus 2
- The Hole
- Z/na
- Seder
- Zachacha
- George and Zalman

## Provedení děl O. Naharina v ČR (výběr)
- 2004 Ohad Naharin: Decathlon (představení složeno z deseti starších choreografií), v rámci festivalu Tanec Praha v provedení Batsheva – The Young Ensemble, Sazka Arena
- 2009–2011 Ohad Naharin: B/olero, představení bylo součástí repertoáru souboru 420PEOPLE, vázáno na interpretaci v podání Nataši Novotné a Rei Watanabe
- 2013 Ohad Naharin: Minus 2, Nová scéna, v provedení Polski Teatr Tańca
- 2015 Ohad Naharin: decadance, Nová scéna, choreografie a režie Ohad Naharin (koláž z Naharinových choreografií z posledních deseti let)
- 2015 Ohad Naharin: Last work, Batsheva Dance Company na festivalu Tanec Praha, choreografie a režie Ohad Naharin
- 2017 Ohad Naharin: B/olero, uvedeno jako součást baletní inscenace Gala 420PEOPLE, Nová scéna (u příležitosti 10. výročí založení souboru 420PEOPLE)
- 2018 Ohad Naharin: B/olero, uvedeno jako součást baletní inscenace Dva světy/Jeden svět, Národní divadlo moravskoslezské na Nové scéně jako host Baletu ND (Ohad Naharin se podílel rovněž na návrhu světelného designu)
- 2018 Ohad Naharin: decadance, část díla byla uvedena jako součást baletní inscenace Balet Gala 60 v rámci Národního festivalu Smetanova Litomyšl v provedení Baletu Národního divadla

## Filmografie
- 2007 Out of Focus, režie Tomer Heymann (film o přípravě a Naharinových zkouškách “Decadance” s tanečníky z Cedar Lake Contemporary Ballet of New York City)[11]
- 2015 Mr Gaga, režie Tomer Heymanni (časosběrný dokument o životě a tvorbě Ohada Naharina)[12]